# Robert Szczepański

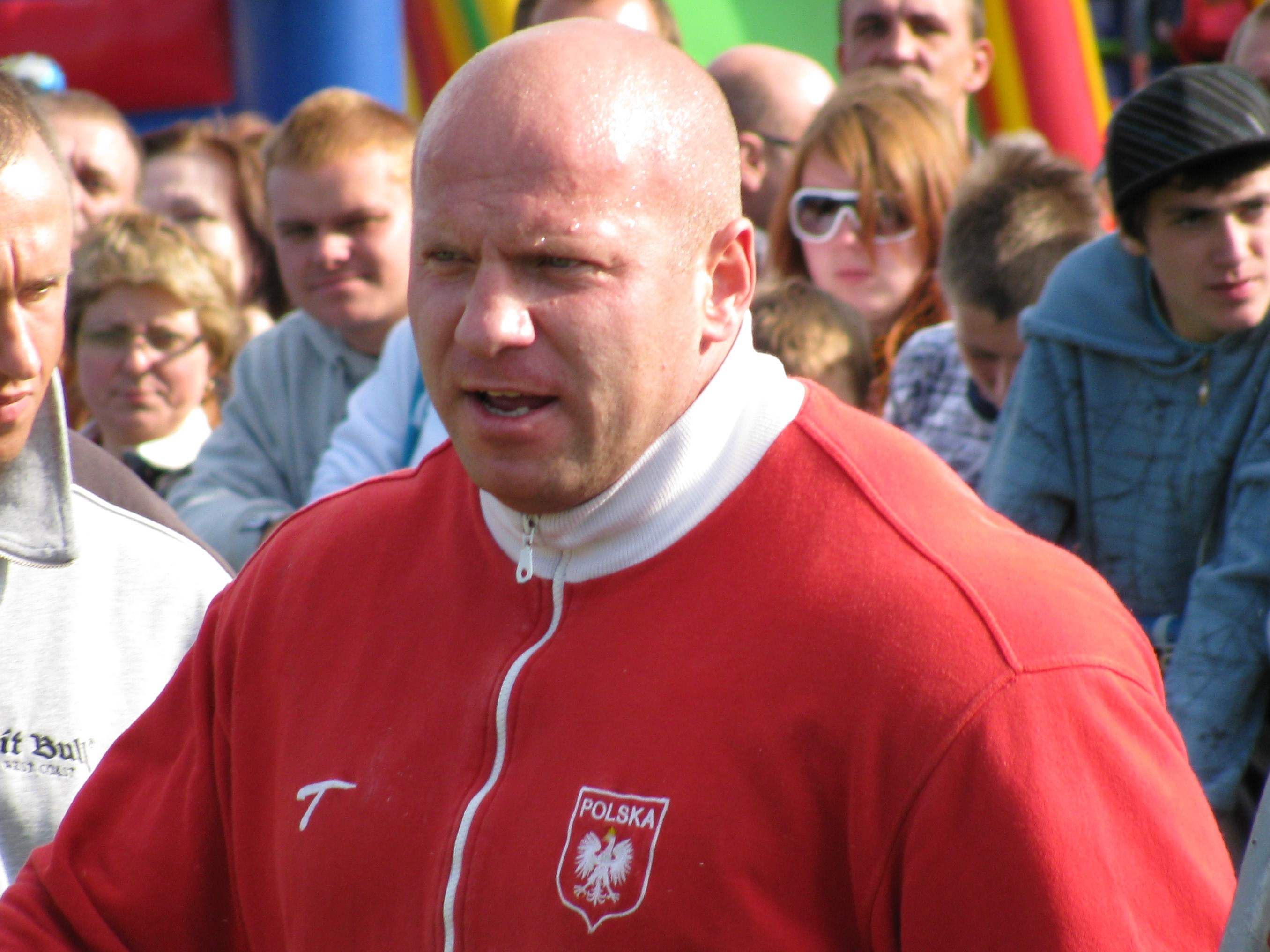
Robert Szczepański.

Robert Szczepański (nacido el 1 de junio de 1975, Więcbork) es un boxeador, powerlifter y strongman polaco.
Comenzó a practicar boxeo, y en 1993 a los 18 años, recibió una medalla mundial en la categoría junior de este deporte. Más tarde Szczepanski se dedicó al powerlifting.
Como strongman, Szczepanski compite en El hombre más fuerte del mundo IFSA, y actualmente ocupa el 6.º puesto en el ranking de los mejores atletas.